# Ангклунг

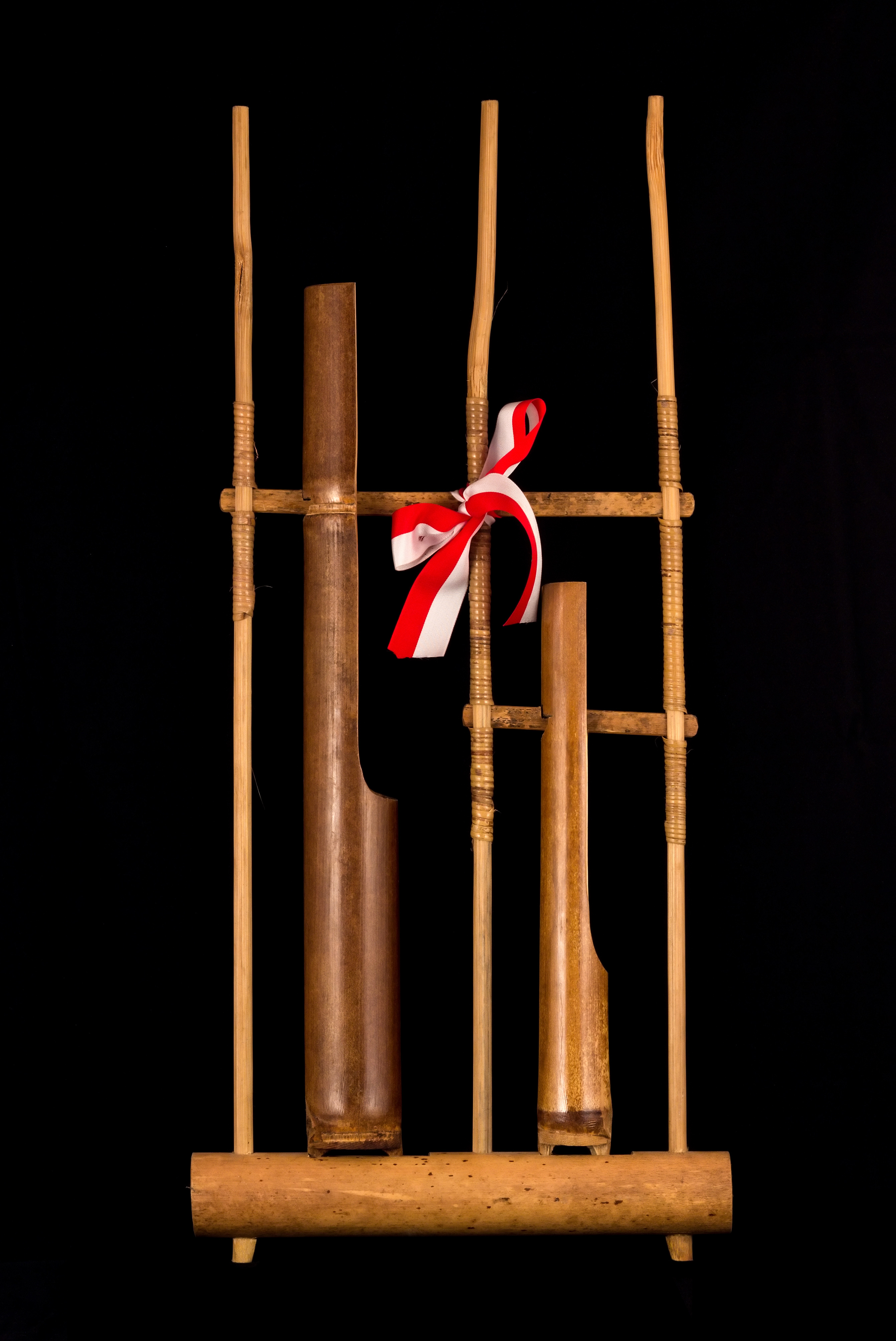
Балийский ангклунг, состоящий из двух трубок

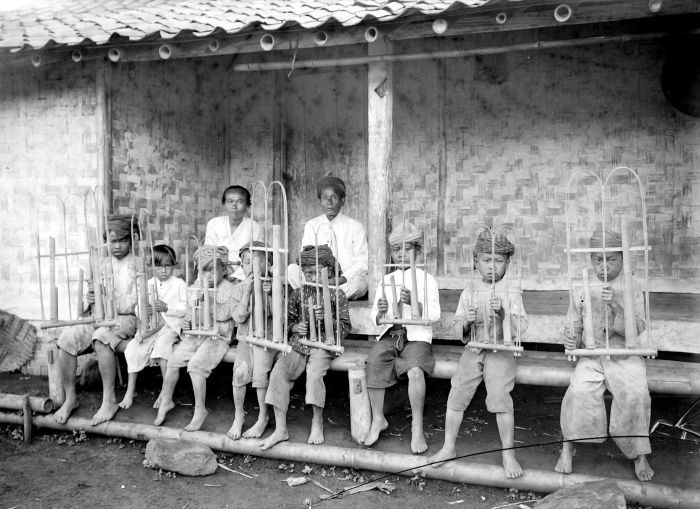
Сунданские мальчики играют на ангклунгах. Фото 1918 года

Ангклу́нг, анклу́нг (индон. angklung) — индонезийский ударный музыкальный инструмент (идиофон), состоящий из различного числа бамбуковых трубок, находящихся в раме. При толчке создаётся звук. Иногда ангклунг может состоять из одной трубки, которая издаёт один звук (такие англунки часто используются на Бали). Такие инструменты используются в Тайском оркестре слонов.

## История и название
Ангклунг был изобретён в XIII веке на острове Ява (Индонезия). Затем он проник в Таиланд под названием ankalung (อังกะลุง).
Название музыкального инструмента происходит от сунданского слова angkleung-angkleungan, an — движение, kleung — звук. По другой версии, название происходит от балийских слов angka — тон и lung — неполный.
С начала изобретения ангклунга он был важной частью молитв индонезийской богине плодородия Деви Шри. Как сказано в книге Kidung Sundayana, в Сунданском Королевстве на нём играли военный ритм даже в битвах. Самым старым сохранившимся ангклунгом является Angklung Gubrag, сделанный в XVII веке в Индонезии.

## Звукоряд
Старые традиционные ангклунги были основаны на двух нотных шкалах:
- pélog — до — ми-бемоль — фа — соль-диез — ля — си-бемоль — до — ре,
- sléndro — до — ре — фа — соль — ля — до.

В 1938 году Дэн Сутигна создал ангклунг с диатоническим звукорядом, после чего он стал популярнее.

## Современное признание
В 1966 году Удджо Нгалагена, ученик Дэна Сутигны, открыл свой музей «Saung Angklung» (Дом ангклунга), который одновременно является центром его сохранения и развития.
В Соединённых Штатах существует ансамбль ангклунгов «Sundanese angklung buncis». 18 ноября 2010 года ЮНЕСКО официально признало ангклунг шедевром устного и нематериального культурного наследия человечества и призвало индонезийцев и правительство Индонезии защищать, передавать искусство и пропагандировать выступления с ангклунгом.
9 июля 2011 года в Вашингтоне был установлен мировой рекорд, попавший в Книгу рекордов Гиннесса, по количеству одновременно звучащих ангклунгов — 5 182 ангклунга.